# Гореня
Гореня — річка в Україні, в Бородянському районі Київської області, права притока річки Здвиж. Довжина 4 кілометри. 
Бере початок у лісі,за 2 кілометри на захід від селища Клавдієво-Тарасове, далі протікає лісом на захід, поза межами будь-яких поселень і впадає у Здвиж за 2,5 кілометри вище за течією від села Нова Гребля. 
До 1930-х років неподалік місця витоку існував хутір, що мав назву від назви річки-Гореня. У 1930-і роки хутір ліквідували, а мешканців було переселено у селище Клавдієве.
| Річка | Це незавершена стаття про річку. Ви можете допомогти проєкту, виправивши або дописавши її. |